# 伊朗駐英國大使館
伊朗駐英國大使館（英語：Embassy of Iran, London），是伊朗派駐英國的外交代表機構。
該大使館位於1980年伊朗大使館圍困事件的現場。當時，伊朗-阿拉伯民族主義組織「阿拉伯斯坦民主革命解放陣線」的成員佔領了該建築數天，然後被英國特種空勤團接管 。在圍困期間，大使館遭受了嚴重的損壞，直到1993年才重新開放。
2011年，英國駐伊朗大使館遭受襲擊，英國政府出於抗議之目的，驅逐了所有伊朗使館工作人員並關閉了該大使館，指責伊朗政府支持該次襲擊。在2011年至2014年期間，伊朗的利益由阿曼駐英國大使館代表。然而，自哈桑·魯哈尼當選總統以來，英伊關係有所改善，兩國計劃重新開放大使館。
2014年2月20日，該大使館重新開放，兩國同意恢復外交關係。
2018年3月9日，Khoddam Al-Mahdi的四名成員爬上大使館一樓的陽台，摘下伊朗國旗後被捕。這一舉動明顯是對德黑蘭政府因伊斯蘭學者侯賽因被捕提出抗議，此事件發生在庫姆。
2022年9月25日，大使館外發生激烈的抗議活動，抗議者主要是居住在英國的伊朗人。示威者揮舞著1979年之前的伊朗國旗，高呼「去死，伊斯蘭共和國！」。在抗議活動中，有五名大都會警察受傷，並有十二人被捕。

## 使館

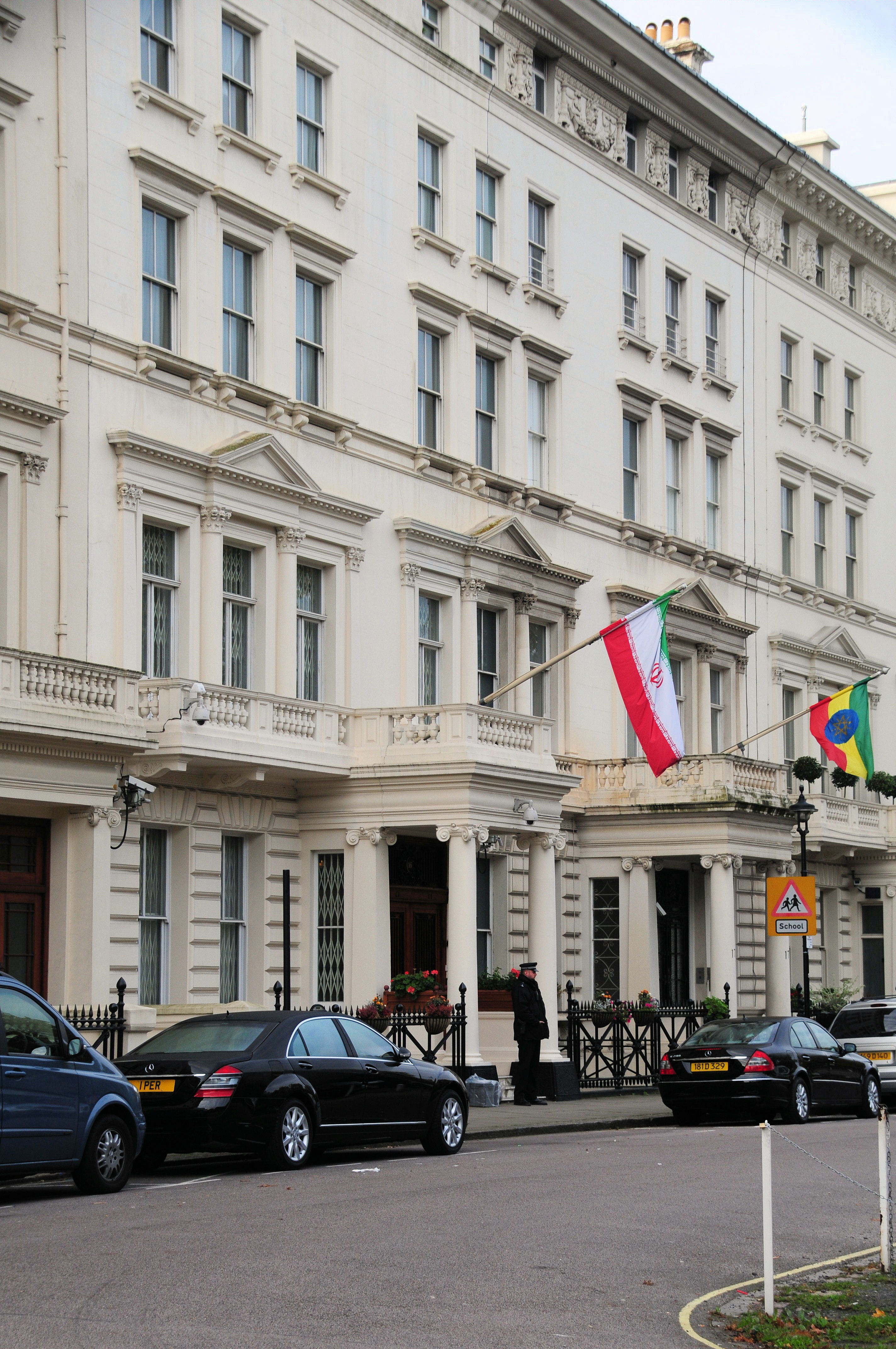
2008年的大使館
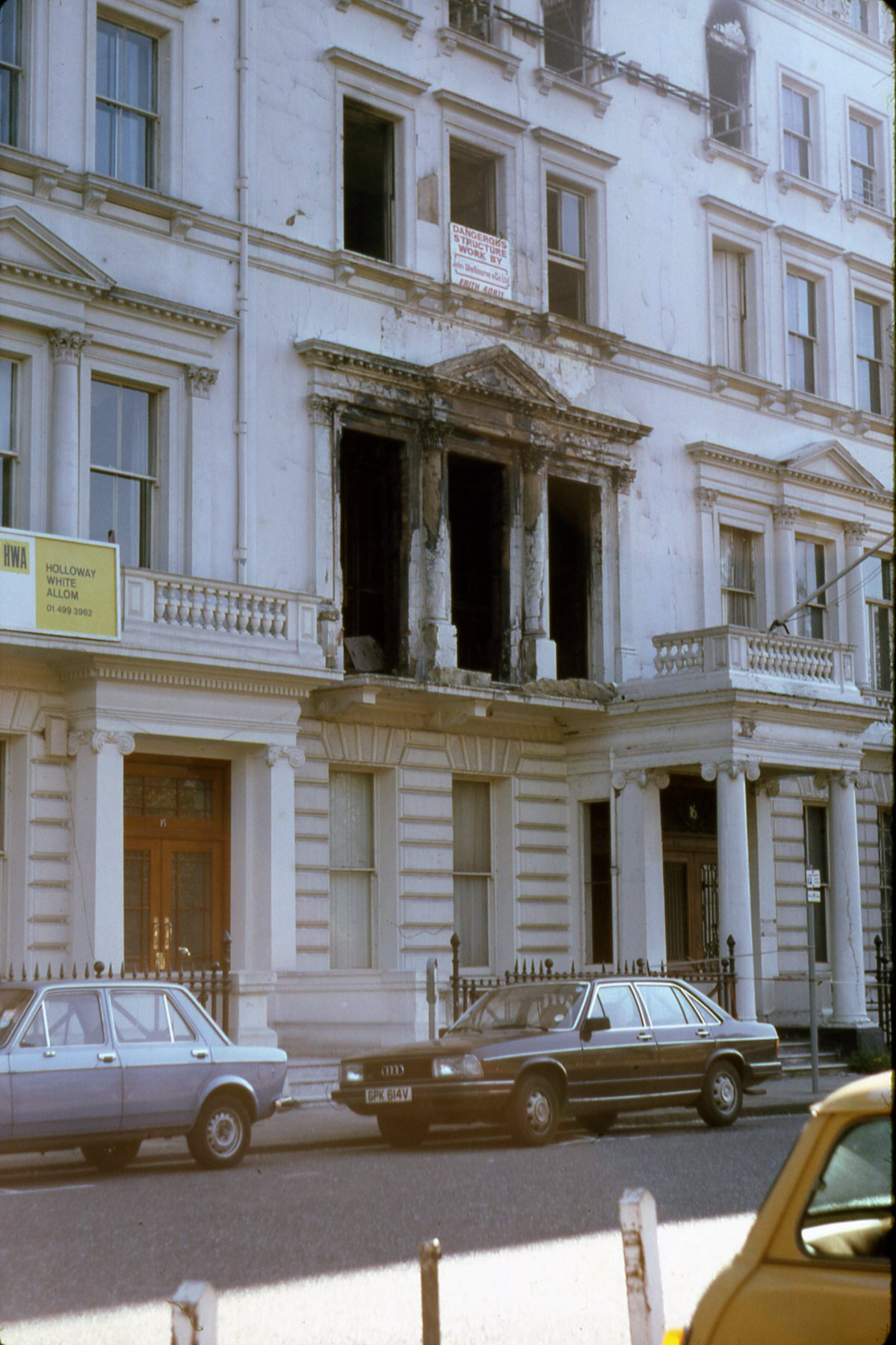
1980年人質危機後的大使館外貌